# Mathieu Coutadeur
Mathieu Coutadeur (ur. 20 czerwca 1986 w Le Mans) – piłkarz francuski grający na pozycji środkowego pomocnika w AC Ajaccio.

## Kariera klubowa
Coutadeur urodził się w mieście Le Mans. Wychował się w tamtejszym klubie Le Mans UC 72. W 2004 roku wraz z młodzieżową drużyną tego klubu zwyciężył w Coupe Gambardella, a w 2005 roku awansował do kadry pierwszego zespołu, prowadzonego wówczas przez Frédérika Hantza. W Ligue 1 zadebiutował 5 sierpnia 2006 roku w wygranym 1:0 domowym meczu z OGC Nice. Z kolei pierwszego gola we francuskiej lidze zdobył 10 marca 2007 w spotkaniu z AS Saint-Étienne (2:1). Od czasu debiutu stał się podstawowym zawodnikiem Le Mans, z którym w 2007 i 2008 roku dochodził do półfinału Pucharu Ligi Francuskiej. W sezonie 2008/2009 występował w środku pomocy z Frédérikiem Thomasem i jednocześnie pełnił funkcję wicekapitana zespołu Le Mans.
W sierpniu 2009 roku Coutadeur został piłkarzem AS Monaco. Kosztował 4 miliony euro i podpisał z nim 4-letni kontrakt.
20 czerwca 2011 roku podpisał 4–letni kontrakt z pierwszoligowym FC Lorient. W sezonie 2015/2016 grał w AEL Limassol, a latem 2016 trafił do Stade Lavallois.
| Sezon   | Klub            | Kraj    | Rozgrywki                 | Mecze | Bramki | Rozgrywki Europy | Mecze | Bramki |
| ------- | --------------- | ------- | ------------------------- | ----- | ------ | ---------------- | ----- | ------ |
| 2006/07 | FC Le Mans      | Francja | Ligue 1                   | 33    | 1      | -                | -     | -      |
| 2007/08 | FC Le Mans      | Francja | Ligue 1                   | 31    | 1      | -                | -     | -      |
| 2008/09 | FC Le Mans      | Francja | Ligue 1                   | 36    | 4      | -                | -     | -      |
| 2009/10 | FC Le Mans      | Francja | Ligue 1                   | 4     | 1      | -                | -     | -      |
| 2009/10 | AS Monaco       | Francja | Ligue 1                   | 19    | 0      | -                | -     | -      |
| 2010/11 | AS Monaco       | Francja | Ligue 1                   | 18    | 1      | -                | -     | -      |
| 2011/12 | FC Lorient      | Francja | Ligue 1                   | 30    | 2      | -                | -     | -      |
| 2012/13 | FC Lorient      | Francja | Ligue 1                   | 3     | 0      | -                | -     | -      |
| 2013/14 | FC Lorient      | Francja | Ligue 1                   | 18    | 1      | -                | -     | -      |
| 2014/15 | FC Lorient      | Francja | Ligue 1                   | 11    | 0      | -                | -     | -      |
| 2015/16 | AEL Limassol    | Cypr    | Protathlima A' Kategorias | 32    | 1      | -                | -     | -      |
| 2016/17 | Stade Lavallois | Francja | Ligue 2                   | 35    | 5      | -                | -     | -      |
| 2017/18 | AC Ajaccio      | Francja | Ligue 2                   | 21    | 1      | -                | -     | -      |

Stan na: 21 stycznia 2018

## Kariera reprezentacyjna
W latach 2005–2007 Coutadeur rozegrał 7 meczów w młodzieżowej reprezentacji Francji U-21.